# Хвалынский национальный парк
Национальный парк «Хвалынский» — расположен в Хвалынском районе, в северо-восточной части Саратовского Правобережья и в юго-восточной части Приволжской возвышенности.

## История
«Хвалынский» национальный парк  образован постановлением Правительства Российской Федерации 19 августа 1994 года , в него входили леса государственного лесного фонда и первоначальная его площадь составляла 25 514 га.
23 апреля 2004 года Постановлением Правительства Саратовской области образована охранная зона национального парка площадью 114 924 га без изъятия земель у землесобственников, а общая площадь территории составила 140 438 га.
Национальный парк (НП) был организован на базе трёх лесничеств:
- Хвалынского (7 357 га)
- Алексеевского (8 527 га)
- Сосново-Мазинского (9 630 га)

Территория парка делится на три функциональные зоны:
- заповедную (площадью 1 359 га)
- рекреационную (3 551 га)
- зону хозяйственного назначения (20 604 га)

Территория парка включает природные комплексы и объекты, имеющие особую экологическую, историческую и эстетическую ценность.
Задачи создания парка — сохранение объектов растительного, животного мира, неживой природы и памятников культуры; создание условий для туризма; разработка и внедрение научных методов сохранения природных комплексов в условиях их интенсивного использования человеком.
Территория парка характеризуется разнообразием географических, гидрологических, ботанических, исторических достопримечательностей.
Климат района континентальный с тёплым и сухим летом, умеренно-холодной и малоснежной зимой. Преобладающее направление ветра — северо-западное, юго-восточное и реже западное.
В геоморфологическом отношении территория размещается на одних из самых высоких на Приволжской возвышенности Хвалынских горах. Наибольшая абсолютная высота — 369 м. Общий характер рельефа возвышенный, волнисто-холмистый. Многочисленные овраги, балки, долы (урочище Богданиха, гора Долгая, Огурцово, балка Тюрин Дол, Федоровский Дол, Рукав и др.) делят территорию на ряд водоразделов более низкого порядка с вершинами: гора Калка (285 м), гора Беленькая (345 м), гора Таши (309 м), гора Богданиха (237 м), гора Барминская (340 м), Мордовская шишка (267 м, у горы село Ульянино). Вершины и склоны гор покрыты лесом. Почвенный покров очень разнообразен. Коренные породы (мел, мергель) часто выходят на поверхность.

## Биологическое разнообразие
Флора национального парка «Хвалынский» насчитывает в своём составе (вместе с заносными) 973 вида сосудистых растений (Серова, Березуцкий, 2008). Более 100 видов являются редкими и охраняемыми.
Разнообразен и богат животный мир парка. Достоверно обнаружено 53 вида млекопитающих, зарегистрировано пребывание 168 видов птиц, 15 видов амфибий и рептилий, насекомые представлены 339 видами. Многие виды животных являются редкими и охраняемыми как на территории Саратовской области, так и на территории России.
На территории насчитывается около 300 родников с пресной водой хорошего качества. Вода отличается прозрачностью, отсутствием неприятного запаха и вкуса, имеет незначительную минерализацию, преимущественно вода мягкая гидрокарбонатно-кальциевая.